# Антонов-Овсієнко Володимир Олександрович
Володи́мир Олекса́ндрович Анто́нов-Овсі́єнко (9 (21) березня 1883, Чернігів, Російська імперія — 10 лютого 1938, Москва, Російська РФСР, СРСР) — радянський військовий діяч і дипломат українського походження, більшовик (до 1914 — меншовик), юрист, публіцист. Учасник Жовтневої революції, один із керівників штурму Зимового палацу, з 30 листопада 1918 року по 4 січня 1919 року — командувач Української радянської армії. Брав активну участь у встановленні радянської влади практично на всій території України, у формуванні збройних сил УРСР, воєнних діях проти армії Директорії, ліквідації Григор'ївського повстання. Жертва Сталінського терору. Батько Антона Антонова-Овсієнка.

## Життєпис
Народився в Чернігові в дворянській сім'ї поручника Вологодського піхотного полку, що дослужився до звання капітана, Олександра Онисимовича Овсієнка (1852—1902) та його дружини Ольги Дмитрівни. Навчався в Воронезькому кадетському корпусі (1902–1904), потім у Петербурзькому юнкерському училищі.
Член Російської соціал-демократичної робітничої партії з 1903 року.
У 1905 році — один з організаторів військових повстань у Ново-Александрії (Польща) і Севастополі. Пізніше проводив революційну роботу в Фінляндії, Петербурзі, Москві. Не раз зазнавав арештів.
У 1910 році емігрував у Францію, де примкнув до меншовиків.

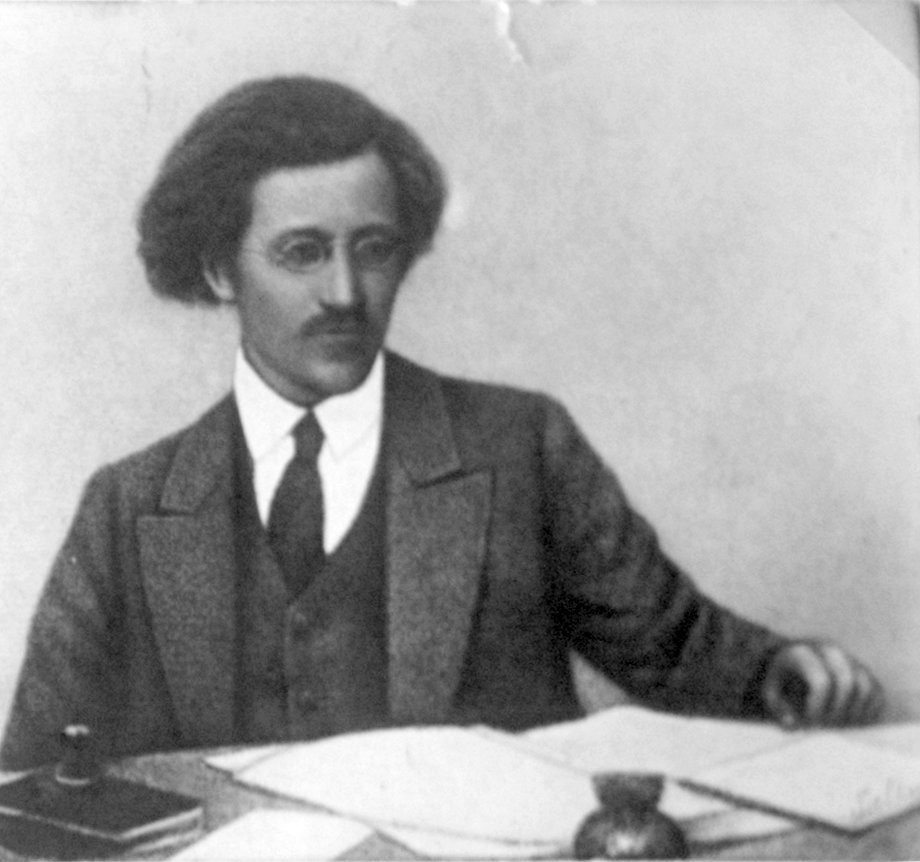
Володимир Антонов-Овсієнко у 1917

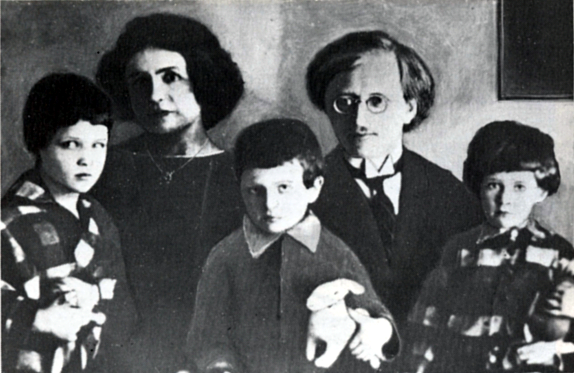
Родина, 1925

У травні 1917 вступив до партії більшовиків; один з керівників жовтневого повстання в Петрограді.
Брав участь у розробці плану воєнних дій проти Української Народної Республіки. 26 грудня (за іншими даними 22 грудня) 1917 року, стягнувши до Харкова значну кількість військ, захопив місто, перетворивши його на центр маріонеткового більшовицького уряду в Україні.
У 1918 командував наступом більшовиків на Україну. Під час штурму Києва в останніх числах січня 1918 вперше під час Громадянської війни застосував бойові задушливі гази; організував класовий терор в захопленому Києві, внаслідок якого загинуло (за різними підрахунками) від двох до трьох тисяч киян — в тому числі генерали царської армії та армії УНР Б. Бобровський, А. Разгон, Я. Сафонов, М. Іванов, Я. Гандзюк.
Навесні 1918 року — член Народного Секретаріату, головнокомандувач військ радянської України.
17 листопада 1918 рішенням ЦК РКП(б) та РНК РСФРР створено Реввійськраду Окремої групи військ Курського напрямку — майбутнього "Українського фронту" — у складі Антонова-Овсієнка, В.Затонського та Й.Сталіна.
З січня по червень 1919 року — командувач "Українського фронту", у квітні керував діями українського фронту при спробах створення в Криму радянської республіки.
11 травня 1919 призначений командувачем усіх збройних сил "Радянської України".
З серпня 1922 по лютий 1924 років — начальник Політичного управління, звідки був знятий за активну участь у троцькістській опозиції. В 1928 році порвав з нею.
З 1925 — на дипломатичній роботі: представник СРСР у Чехословаччині, Литві, Польщі.
У роки громадянської війни в Іспанії (1936–1937) — генеральний консул СРСР у Барселоні.
У 1934–1935 — прокурор РРФСР.
У 1937 — нарком юстиції РРФСР.
Розстріляно у 1938 році як троцькиста.
Реабілітовано посмертно 25 лютого 1956.

## Родина
Перший шлюб (юридично не був оформлений) з Анною Михайлівною (померла під час Громадянської війни від тифу):
- син Володимир був усиновлений Феліксом Дзержинським, коли батьків було арештовано (ще до революції).

Другий шлюб: дружина Розалія Борисівна, уроджена Кацнельсон, мали в шлюбі п'ятеро дітей, вижило троє: Віра (1917 р. н.), Антон (1920 р. н.) і Галина (1921 р. н.). В 1929 Розалія Кацнельсон була арештована як «ворог народу», покінчила життя самогубством в 1936 р. у в'язниці Ханти-Мансійська:
- син Антонов-Овсієнко Антон Володимирович — радянський і російський історик та письменник, дисидент, критик сталінізму, директор російського Державного музею історії ГУЛАГу.
  - Онук Антонов-Овсієнко Антон Антонович — російський журналіст, історик, професор, доктор філологічних наук, колумніст, критик путінізму.

В 1936 оформив третій шлюб з Софією Іванівною Левіною (в першому шлюбі Тиханова) (1898 р. н.). Розстріляна в «Комунарці» в лютому 1938 р.:
- прийомна донька Валентина Олександрівна Тиханова (1922 р. н.) — російська і радянська мистецтвознавиця, засновниця і директор музею «Творчість і побут ГУЛАГу».

## Нагороди
- Орден Червоного прапора. За роботу на керівній посаді ПУР. Наказ РВР № 696 від 1923 р. (див. Державні нагороди СРСР).

## Твори
- Мемуари «Записки про Громадянську війну» (в 4-х томах).
- Антонов-Овсеенко В. А. В семнадцатом году [Текст] / В. А. Антонов-Овсеенко. — К.: Украина, 1991. — 335 с. — ISBN 5-319-00670-5. — (Б-ка ист.-рев. мемуаров)

## Пам'ять

Погруддя В. О. Антонова-Овсієнка в Чернігові на Алеї Героїв, до 2015 року

У 1973 році в Чернігові на Алеї Героїв було встановлено бронзове погруддя Володимира Антонова-Овсієнка (скульптор О. П. Скобліков, архітектори В. М. Устинов, Б. П. Семеняк).
9 лютого 2015 року погруддя було демонтоване в рамках Ленінопаду.